# هدبة بن الخشرم
هدبة بن الخشرم بن كرز بن أبي حية من بني عامر بن ثعلبة، من سعد هذيم من قضاعة (ت. نحو 50 ه‍ / 670 م) شاعر عربي؛ كثير الأمثال في شعره، فصيح، مرتجل، راوية، من أهل بادية الحجاز (بين تبوك والمدينة) وكنيته أبا سليمان (وقيل أبو عمير) وقد كان راوية الحطيئة.
قتل ابن عمه زيادة بن زيد العذري في أيام حكم معاوية فحبسه سعيد بن العاص وهو على المدينة خمس سنين أو ستا إلى أن بلغ المسور بن زيادة الذي كان صغيراً فطلب قتل هدبة بصفته قاتل أبيه. فمن قوله في الحبس: